# Euratsfeld
Euratsfeld est une commune autrichienne du district d'Amstetten en Basse-Autriche.